# جيم بيري (لاعب كرة قدم)
جيم بيري هو لاعب كرة قدم كندي، ولد في 30 مايو 1945 في فانكوفر في كندا.